# KDE e.V.
K Desktop Environment e. V. (KDE e.V.) — некоммерческая организация, юридически представляющая проект «KDE». Ей принадлежат товарный знак «KDE» и логотип K Desktop Environment.
Организация KDE e.V. была зарегистрирована в Германии 27 ноября 1997 года, чтобы представлять проект «KDE», в основанной ею, и Trolltech в 1998 году организации KDE Free Qt Foundation.